# Amphibolus mahunkai
Amphibolus mahunkai är en djurart som tillhör fylumet trögkrypare, och som först beskrevs av Iharos 1971.  Amphibolus mahunkai ingår i släktet Amphibolus och familjen Eohypsibiidae. Inga underarter finns listade i Catalogue of Life.